# Myopsyche xanthosoma
Myopsyche xanthosoma är en fjärilsart som beskrevs av George Francis Hampson 1907. Myopsyche xanthosoma ingår i släktet Myopsyche och familjen björnspinnare. Inga underarter finns listade i Catalogue of Life.